# Geoff Moore and The Distance
Geoff Moore y The Distance fue un grupo musical compuesto en 1988 por el músico Geoff Moore y The Distance.

## Historia
En 1988, Geoff Moore y The Distance lanzaron su primer álbum oficial juntos, titulado A Place to Stand. También grabaron Foundations  en 1989 para Sparrow Records . Después de un año de gira, saltaron a Forefront Records y grabaron Pure and Simple en 1990. 
Lo siguieron en 1992 con A Friend Like U. Este álbum les ganaría su primera exposición real en la radio cristiana de Estados Unidos con su canción principal. Esto comenzó su período más prolífico con los álbumes nominados al Grammy Ev-O-Lu-Tion en 1993 y Homerun en 1995. Este álbum produjo éxitos de radio cristianos estadounidenses como "Evolution Redefined", "Life Together" y "Home Run". El video de "Home Run" contó con el ex lanzador de Grandes Ligas de las Grandes Ligas Tim Burke. 
En 1995, Benson lanzó una compilación de éxitos de los primeros álbumes en solitario de Moore titulados The Early Years. Al año siguiente, la banda lanzó una compilación de grandes éxitos de doble disco que contenía nuevas pistas extra inéditas, así como una presentación en vivo de Rome, Georgia. En 1997, la banda lanzó Threads, otro álbum nominado al Grammy que presentaba una versión de " Who Free" de The Who como su sencillo principal. Después de más de diez años con la Distancia, a la que llamó "un viaje increíble" en el Star Tribune, Moore decidió disolver el grupo y seguir su propio camino en 1998. Como le dijo a Jim Varsallone en el Tampa Tribune, "Realmente sentí que era hora de explorar algunas cosas nuevas, musicalmente y en el ministerio... Necesitaba frenar y simplificar mi vida. En 1999, Moore regresó al estudio para comenzar a trabajar en un nuevo disco en solitario. Esto comenzó una nueva temporada de su carrera musical que todavía está activa hoy. 
Los miembros fueron: 
- Roscoe Meek - guitarra (1990–1995)
- Guy Platter - guitarra (1993–1994)
- Dale Oliver - guitarra (1987–1989)
- Lang Bliss - batería (1987–1989)
- Arlin Troyer - bajo (1987–1990)
- Geof Barkley - teclados, voz (1988–1998)
- Gary Mullett - bajo (1990–1998)
- Greg Herrington - batería (1990–1994)
- Chuck Conner - batería (1995–1998)
- Joel McCreight - guitarra (1996–1998)

## Discografía
- A Place to Stand [Sparrow, 1988]
- Foundations [Sparrow, 1989]
- Pure & Simple [ForeFront], 1990]
- A Friend Like U [ForeFront, 1992]
- Evolution [ForeFront, 1993]
- Evolution: Extended Play Remixes [ForeFront, 1995]
- Home Run [ForeFront, 1995]
- Home Run: The Single [ForeFront, 1996]
- More Than Gold: The Single, [ForeFront 1996]
- Greatest Hits (disco doble, incluía "Live Set") [ForeFront, 1996]
- Threads [ForeFront, 1997]

- Datos: Q96031993